# Rio Imbaú
O rio Imbaú é um rio brasileiro que banha o estado do Paraná. Está localizado entre os municípios de Imbaú, Telêmaco Borba e Tibagi, na região dos Campos Gerais do Paraná.
O curso de água nasce no município de Reserva e percorre no sentido nordeste até sua foz no rio Tibagi. Apresenta um comprimento aproximado de 112 km e tem como principal afluente o rio Charqueada. A área da bacia do rio Imbaú apresenta clima Cfa, conforme o domínio climático de Köppen, que caracteriza como sendo subtropical, com temperatura média no mês mais frio inferior a 18° C e temperatura média no mês mais quente acima de 22° C. A precipitação média anual é em torno de 1400 a 1600 mm.